# Авва Дорофей
Дорофе́й Га́зский (греч. Δωρόθεος τῆς Γάζης, Дорофе́й Палести́нский; 505—565 или 620) — христианский святой. Почитается в лике преподобных, память совершается в православной церкви 18 июня (5 июня по юлианскому календарю), в Иерусалимской и Элладской православных церквах память преподобного Дорофея совершается 13 августа; в Католической — 5 июня.
Авва Дорофей знаменит своим литературным наследием: поучениями (числом 21), посланиями (числом 10) и записью ответов старцев Варсонофия Великого и Иоанна Пророка на вопросы преподобного Дорофея (числом 87). Труды аввы Дорофея являются классикой аскетической литературы, изучаются монашествующими и мирянами как источник анализа помыслов и движений души христианина. Сочинения аввы Дорофея включены в 88-й том Patrologia Graeca.

## Жизнеописание
Преподобный Дорофей был родом из Аскалона и раннюю молодость провел с семьёй в Газе. Изучал светские науки; возможно, его учителем был Прокопий Газский. Семья Дорофея была состоятельной (в житии преподобного Досифея, ученика аввы Дорофея, сообщается, что брат Дорофея на свои средства построил в монастыре аввы Серида лечебницу). Причины, побудившие Дорофея оставить мир и уйти в монастырь, неизвестны, так же, как и возраст, в котором он принял постриг. Известно, что монашеский постриг он принял не сразу, а проживал некоторое время рядом с монастырём, используя средства своего большого наследства.
Поступив в монастырь преподобного Серида, Дорофей стал келейником святого Иоанна Пророка и был его послушником в протяжении десяти лет. Основным его послушанием в монастыре был приём странников, к которому он проявлял великое терпение и усердие. Он был наставником преподобного Досифея. Не ранее 540 года, после смерти игумена аввы Серида и святого Иоанна Пророка Дорофей удалился из общежития аввы Серида. Возможной причиной этого стало желание братии избрать его игуменом, от чего он по смирению отказался. Вскоре рядом с Дорофеем начали селиться другие монахи, и он основал собственный монастырь, настоятелем которого был до самой смерти.

## Поучения аввы Дорофея

### На славянском
Прп. отца нашего аввы Дорофея поучения душеполезна различна, к своим его учеником (1628):
- Pdf.
- DjVu.

### На русском
- Преподобнаго Отца нашего Аввы Дороѳея Душеполезныя поученiя и посланiя съ присовокупленiемъ вопросовъ его и отвѣтовъ на оные Варсонуѳiя Великаго и Iоанна Пророка (1895):  Pdf, DjVu.
- PDF с текстом (2010)
- Текст на сайте: ,  Архивная копия от 18 ноября 2007 на Wayback Machine.
- Преподобный Дорофей, авва Палестинский. Душеполезные поучения и послания с присовокуплением вопросов его и ответов на оные Варсонофия Великого и Иоанна Пророка. Минск, 2006

### На новогреческом
- Του οσίου πατρός ημών Αββά Δωροθέου οι κατανυκτικοί λόγοι (1871).pdf

### Еллиногреческий подлинник
- В  томе 88 Патрологии Миня со страницы 844 (1612).
- Желательно: иметь в отсканированном виде греческий подлинник из Московской патриаршей библиотеки или библиотек стран Востока.
- Некоторые поучения аввы Дорофея на греческой Викитеке. Желательно: дополнить текст.
- Во французской цифровой библиотеке Gallica есть рукописи книги аввы Дорофея, но читать их очень трудно.